# 本田耕一
本田 耕一（ほんだ こういち　1923年 - 1945年5月14日）は、日本の元アマチュア野球選手、大日本帝国海軍軍人。兵庫県出身。

## 来歴・人物
旧制日本大学第三中学校（現・日本大学第三中学校・高等学校）在学中に、甲子園に3回出場（春2回〔1938年、1939年〕，夏1回〔1938年〕）。当時のチームメイトに、鬼頭政一（のち名古屋，西鉄などでプレー。元太平洋監督），坂本茂（のち巨人などでプレー）がいた。卒業後は法政大学に進学。大学時代は一塁手として活躍した。
大学に在学していたが、1944年春の学徒出陣によって召集される。本田は海軍飛行科を希望し、第14期飛行専修予備学生として筑波海軍航空隊に配属され、1945年に神風特別攻撃隊に志願して特攻隊員となる。特攻訓練を受けたのち、鹿児島県の鹿屋基地に転進する。海軍の同期には、石丸進一（プロ野球選手。名古屋軍〈現・中日ドラゴンズ〉所属の投手。）がいた。尚、石丸とは親友でもあった。
同年5月11日の菊水六号作戦発動に伴い、まず石丸が神風特別攻撃隊「第五筑波隊」隊員として爆装零戦に搭乗。搭乗直前に本田は石丸と最後のキャッチボールを10球行い、キャッチボールが終わると石丸は「これで思い残すことはない。報道班員、さようなら!!」と笑顔で叫んでグラブを放り投げ、飛行場へ去って行ったという。このエピソードは、石丸の従弟である牛島秀彦が『消えた春 特攻に散った投手 石丸進一』という本を著した事により有名になった。また、本の刊行から2年後の1996年には、これを元にした映画『人間の翼　最後のキャッチボール』が作られた。　
石丸の戦死から3日後の5月14日、本田も同作戦の一環として神風特別攻撃隊「第六筑波隊」隊員として爆装零戦に搭乗。鹿屋基地から出撃し、種子島東方にて米軍機により撃墜され戦死。享年22。遺書には「男一度は咲く桜　勇みて征かむ南の海に　必ずや沈めん敵を常夏に　御国栄える時ぞ来しき　我は今尊き大き使命もち　桜花と共に散りて撃ちなん　友は哭き吾に続くと語る心は」とあった。 
東京ドーム内にある野球殿堂博物館に設置された、戦没野球人モニュメントに彼の名が刻まれている。

## 演じた人物
- 本田博太郎 - 『英霊たちの応援歌 最後の早慶戦』（1979年、東宝）
- 酒井一圭 - 『人間の翼 最後のキャッチボール』（1996年、シネマクラフト）